# Station Nuneaton
Nuneaton is een spoorwegstation van National Rail in Nuneaton and Bedworth in Engeland. Het station is eigendom van Network Rail en wordt beheerd door West Midland Trains. Het station is geopend in 1847.